# Яшодхарапура
Яшодхарапура (кхмер. យសោធរបុរៈ; МФА: [jeaʔ sao tʰeaʔ reaʔ boʔ raʔ]; санскр. यशोधरपुर «місто Яшода» або «Святе чи Головне місто») — стародавнє кхмерське місто, одна зі столиць Кхмерської імперії. Була заснована Ясоварманом I.

## Історія
Зведення Яшодхарапури було здійснено доволі швидко, оскільки в Харіхаралайї (сучасний Ролуох) палац Ясовармана був знищений під час його боротьби за владу.
Центром міста є природний пагорб з храмом Бакхенг, що раніше згадувався в написах як «Центральна храм-гора». Той храм на якийсь час став головним індуїстським центром Кхмерської імперії. Після руйнівного набігу чамів 1177 року Джаяварман VII заклав фортецю Ангкор-Тхом, що стала новим центром міста.
1353 року місто вперше захопили тайці. 1432 року після чергового тайського набігу, Яшодхарапура була закинута, а столиця перенесена до Пномпеня.